# Petrocelli
A Petrocelli 1974 és 1976 között forgatott, negyvennégy részes amerikai bűnügyi tévéfilmsorozat. Az 1980-as években Magyarországon is nagy sikerrel vetítették, a bevezető részt az MTV1 adta le 1980. november 2-án, majd 1981. május 16-tól elkezdte a sorozatot is, vegyesen adva a részeket. 1992. október 30-án az MTV2 is műsorra tűzte, majd 1998. június 11-én a TV2 mutatta be.

## Cselekmény
A sorozat címszereplője, a bostoni születésű, olasz gyökerekkel rendelkező ügyvéd, Anthony J. Petrocelli – egyszerűbben Tony Petrocelli – egy képzeletbeli arizonai kisvárosban, San Remóban praktizál. Az ötvenperces epizódokban egy-egy eleve vesztésre álló büntetőjogi (többnyire emberölési) ügyben vállalja el a vádlott jogi védelmét, s Pete Ritter magánnyomozó – eredetileg helyi farmer – segítségével nyomozást folytat védence érdekében. A fejezetek happy endjeként, a nyomozás végkifejleteként a bűnténynek a tárgyalóteremben előadott, a valódi tettest leleplező rekonstrukciójával sikerül a bírót vagy az esküdteket meggyőznie védence ártatlanságáról.
A filmsorozatnak mindössze három állandó szereplője van: Tony Petrocelli (Barry Newman), a felesége, Maggie Petrocelli (Susan Howard), és segédje, Pete Ritter (Albert Salmi). A sorozat egészén végigívelő komikus háttérmotívum, hogy Petrocelli és felesége, Maggie a városka szélén álló lakókocsiban él, s szabadidejükben a soha el nem készülő téglaházuk építésén fáradoznak. Petrocelli notóriusan igyekszik elbliccelni a parkolási díjat a parkolóórákra húzott hivatalos jelzésnek látszó vászonzacskójával, mintha nem működnének, kivéve persze ha épp ellenőr van a közelben. Szívesen megspórolja az aprót – nem éppen szabályosan – ha a korábban ott parkoló ideje még nem járt le, viszont gondolkodás nélkül bedobja a pénzt, ha lejárt óra előtt parkol valaki, akár az ott ólálkodó parkolóőr orra előtt is. Másik trükkje, hogy felirattal autóját bűnjelként vagy más okból jogosan ott parkolóként állítja be. 
A sorozat jellemző dramaturgiai eszköze, hogy a különböző, egymástól eltérő vallomások során flashback (visszaemlékezés) formájában a bűntény elkövetésének többféle verziója a képernyőn is megelevenedik: először a gyanúsított meséli el a történteket a maga szemszögéből, majd az ügyész áll elő saját verziójával, végül Petrocelli a tárgyaláson adja elő az események tényleges folyamatát, amit természetesen bizonyítékokkal is igazol.

## Háttér
A National Broadcasting Company (NBC) által gyártott, Harold Buchman eredeti forgatókönyvötletéből született sorozat Leonard Katzman produceri közreműködésével jött létre, de epizódonként más-más rendező forgatta (például Richard Donner, Leonard Katzman, Jerry London, Paul Lynch) vagy maga a címszereplő. A sorozat vágója, Donald R. Rode 1975-ben a Petrocelliben végzett munkájáért Emmy-díjat kapott. A tévéfilmsorozat egész estés előzménye a Sidney J. Furie rendezésében 1970-ben forgatott, Az ügyvéd (The Lawyer) című bűnügyi film volt, amelyben Tony Petrocelli szerepét már Barry Newman játszotta. Érdekesség, hogy az Ördögi körben (Edge of Evil) című epizódban Harrison Ford is játszott, itt amúgy William Shatner volt Petrocelli ügyfele, de természetesen, hasonlóan a legismertebb sorozatokhoz, más híres színészek is megfordulnak a sorozatban, mint például David Huddleston, John Marley, Louis Gossett Jr., Mark Hamill, John Saxon, Victor French, Katherine Helmond, valamint szintén hozzájárult a sikerhez az akkor már nagy tapasztalatot szerzett Lalo Schifrin.

## Szereplők
| Szereplő          | Színész      | Magyar hang               |
| ----------------- | ------------ | ------------------------- |
| Tony Petrocelli   | Barry Newman | Tordy Géza                |
| Maggie Petrocelli | Susan Howard | Balogh Emese Balogh Erika |
| Pete Ritter       | Albert Salmi | Csurka László             |

## Epizódok

### Bevezető rész
| #  | Cím                     | Rendező    | Író            | Premier                                    |
| -- | ----------------------- | ---------- | -------------- | ------------------------------------------ |
| 1. | Az ügyvéd (Night Games) | Don Taylor | E. Jack Neuman | 1974. március 16. 1980. november 2. (MTV1) |

### 1. évad (1974-75)
| Sor. | Év. | Cím                                                                | Rendező            | Író                                    | Premier                                                               |
| ---- | --- | ------------------------------------------------------------------ | ------------------ | -------------------------------------- | --------------------------------------------------------------------- |
| 1.   | 1.  | Aranykalitka (The Golden Cage)                                     | Joseph Pevney      | Eric Bercovici, Dan Ullman             | 1974. szeptember 11. 1981. augusztus 2. (MTV1)                        |
| 2.   | 2.  | Halálos zene (Music to Die By)                                     | Paul Stanley       | Oliver Crawford                        | 1974. szeptember 18. 1982. január 17. (MTV1) 1998. október 25. (TV2)  |
| 3.   | 3.  | Beszámíthatatlanság okán (By Reason of Madness)                    | James Sheldon      | William Kelley                         | 1974. szeptember 25. 1993. június 12. (MTV1)                          |
| 4.   | 4.  | Ördögi körben (Edge of Evil)                                       | Irving J. Moore    | Mel Goldberg, Dan Ullman               | 1974. október 2. 1993. augusztus 21. (MTV1)                           |
| 5.   | 5.  | Vesszen még egy élet (A Life for a Life)                           | Allen Reisner      | William D. Gordon, James Doherty       | 1974. október 9. 1993. január 10. (MTV1)                              |
| 6.   | 6.  | Halál a magasban / Halál, a felhők között (Death in High Places)   | Richard Donner     | Leo Pipkin                             | 1974. október 23. 1981. szeptember 20. (MTV1) 1998. november 1. (TV2) |
| 7.   | 7.  | A kettős bűn / A gyilkos film (The Double Negative)                | Herb Wallerstein   | Robert C. Dennis                       | 1974. október 30. 1981. május 16. (MTV1) 1999. február 28. (TV2)      |
| 8.   | 8.  | Tükröm, tükröm, mondd meg nékem... (Mirror, Mirror on the Wall...) | Irving J. Moore    | Leonard Katzman                        | 1974. november 6. 1983. március 4. (MTV1) 1998. március 14. (TV2)     |
| 9.   | 9.  | A szeretet jegyében (An Act of Love)                               | Paul Stanley       | Leonard Katzman                        | 1974. november 13. 1993. szeptember 5. (MTV1)                         |
| 10.  | 10. | Egy magányos nő / Egy nagyon magányos hölgy (A Very Lonely Lady)   | Vincent McEveety   | Robert Stull                           | 1974. november 27. 1983. január 23. (MTV1)                            |
| 11.  | 11. | Ellencsapda (Counterploy)                                          | James Sheldon      | Edward J. Lakso                        | 1974. december 4. 1998. november 8. (TV2)                             |
| 12.  | 12. | Üzlet az ördöggel (A Covenant with Evil)                           | James Sheldon      | Bob Green, Bill Harley, William Kelley | 1974. december 18.                                                    |
| 13.  | 13. | Az értelem sötét éjszakája (The Sleep of Reason)                   | Irving J. Moore    | William Kelley                         | 1975. január 15.                                                      |
| 14.  | 14. | Egy bukott bálvány (A Fallen Idol)                                 | Herb Wallerstein   | Leonard Katzman                        | 1975. január 22. 1992. október 30. (MTV2)                             |
| 15.  | 15. | Volt egyszer egy áldozat (Once Upon a Victim)                      | Herschel Daugherty | Stanley Roberts, Leonard Katzman       | 1975. január 29. 1993. március 29. (MTV1)                             |
| 16.  | 16. | Gyermekrablás (The Kidnapping)                                     | Gunnar Hellstrom   | Robert C. Dennis                       | 1975. február 5.                                                      |
| 17.  | 17. | Egy magányos áldozat (A Lonely Victim)                             | Irving J. Moore    | Leonard Katzman                        | 1975. február 19. 1983. január 23. (MTV1)                             |
| 18.  | 18. | A jöttment / A kitaszítottak (The Outsiders)                       | Irving J. Moore    | Leonard Katzman, Thomas L. Miller      | 1975. február 26. 1983. május 5. (MTV1)                               |
| 19.  | 19. | A hit ereje (Vengeance in White)                                   | Leonard Katzman    | Robert Stull                           | 1975. március 6.                                                      |
| 20.  | 20. | Négyen a pácban (Four the Hard Way)                                | Joseph Pevney      | William Kelley                         | 1975. március 13. 1993. december 1. (MTV1)                            |
| 21.  | 21. | Halál, kis adagokban (Death in Small Doses)                        | Don Taylor         | Al Reynolds, John Dawson               | 1975. március 27. 1981. október 24. (MTV1) 1998. október 18. (TV2)    |
| 22.  | 22. | A rettegés éjszakája (A Night of Terror)                           | Bernard McEveety   | William Kelley                         | 1975. április 2. 1994. március 29. (MTV1)                             |

### 2.évad (1975-76)
| Sor. | Év. | Cím                                                           | Rendező          | Író                                     | Premier                                                              |
| ---- | --- | ------------------------------------------------------------- | ---------------- | --------------------------------------- | -------------------------------------------------------------------- |
| 23.  | 1.  | Halálos lovaglás / Gyilkos rodeo (Death Ride)                 | Irving J. Moore  | Leonard Katzman                         | 1975. szeptember 10. 1984. május 11. (MTV1)                          |
| 24.  | 2.  | Káin bélyege (The Mark of Cain)                               | Leonard Katzman  | Leonard Katzman                         | 1975. szeptember 17. 1983. szeptember 23. (MTV1)                     |
| 25.  | 3.  | Beton-védelem / Tíz tonna bosszú (Five Yards of Trouble)      | Joseph Pevney    | William Keys                            | 1975. szeptember 24. 1982. október 9. (MTV1) 1998. december 6. (TV2) |
| 26.  | 4.  | Halálos elhatározás / A félelem árnyéka (Shadow of Fear)      | Irving J. Moore  | Leonard Katzman                         | 1975. október 1. 1982. március 21. (MTV1)                            |
| 27.  | 5.  | Kiszolgált katonák (Chain of Command)                         | Herb Wallerstein | Katharyn Michaelian, Michael Michaelian | 1975. október 8. 1998. szeptember 6. (TV2)                           |
| 28.  | 6.  | Vaksötétben (To See No Evil)                                  | Irving J. Moore  | Leonard Katzman, Thomas L. Miller       | 1975. október 29. 1999. január 3. (TV2)                              |
| 29.  | 7.  | Terror két keréken (Terror on Wheels)                         | Herb Wallerstein | Peter Lefcourt, Leonard Katzman         | 1975. november 5. 1998. szeptember 20. (TV2)                         |
| 30.  | 8.  | A szerencse forgandó (The Gamblers)                           | Herb Wallerstein | John Hudock                             | 1975. november 12. 1994. március 6. (MTV2) 1998. november 15. (TV2)  |
| 31.  | 9.  | A gyanú árnyéka / Szövevények hálójában (Shadow of Doubt)     | Irving J. Moore  | Deena Silver-Kramer, Jeff Myrow         | 1975. november 19. 1984. augusztus 21. (MTV1)                        |
| 32.  | 10. | Félelem a múlttól / Mintha könyvből olvasnák (Terror by Book) | Irving J. Moore  | Thomas L. Miller                        | 1975. december 10. 1984. november 29. (MTV1)                         |
| 33.  | 11. | Ördögi arcok (Face of Evil)                                   | Herb Wallerstein | Fred Freiberger                         | 1975. december 17. 1994. június 14. (MTV2) 1998. november 22. (TV2)  |
| 34.  | 12. | Túl sok alibi (Too Many Alibis)                               | Irving J. Moore  | Leonard Katzman                         | 1975. december 24. 1984. július 7. (MTV1)                            |
| 35.  | 13. | Halálos ígéretek (A Deadly Vow)                               | Russ Mayberry    | Leonard Katzman                         | 1975. december 31. 1982. március 21. (MTV1) 1998. december 13. (TV2) |
| 36.  | 14. | Jubilee Jones (Jubilee Jones)                                 | Art Fisher       | Leonard Katzman                         | 1976. január 14. 1998. szeptember 27. (TV2)                          |
| 37.  | 15. | A lehullott csillag / Hullócsillag (The Falling Star)         | Robert Scheerer  | Leonard Katzman                         | 1976. január 21. 1982. augusztus 5. (MTV1) 1998. december 27. (TV2)  |
| 38.  | 16. | Túlélés / Harc a túlélésért (Survival)                        | Irving J. Moore  | Norman Lessing, Leonard Katzman         | 1976. január 28. 1983. december 18. (MTV1)                           |
| 39.  | 17. | Az éjszakai látogató (The Night Visitor)                      | Leonard Katzman  | Jeff Myrow, Leonard Katzman             | 1976. február 4. 1983. november 5. (MTV1)                            |
| 40.  | 18. | A váltságdíj / Emberrablás (Blood Money)                      | Don Weis         | John Hudock                             | 1976. február 11. 1982. november 28. (MTV1)                          |
| 41.  | 19. | A halál nem jár egyedül (Any Number Can Die)                  | Paul Lynch       | Kathy Donnell, Madeline DiMaggio        | 1976. február 18. 1998. október 11. (TV2)                            |
| 42.  | 20. | Bonyolult ügy / Hathúros bizonyíték (Six Strings of Guilt)    | Joseph Pevney    | Mann Rubin                              | 1976. február 25. 1983. október 7. (MTV1)                            |
| 43.  | 21. | Halálos utazás (Deadly Journey)                               | Jerry London     | Sean Forestal                           | 1976. március 3. 1998. október 4. (TV2)                              |
| 44.  | 22. | Leszámolás (The Pay Off)                                      | Victor French    | John Hudock                             | 1976. április 4. 1993. október 27. (MTV2) 1998. november 29. (TV2)   |

## Érdekességek
- Az 1. évad 16. (Gyermekrablás) epizódjában hallható Bernard Herrmann muzsikája, amely Martin Scorsese egy évvel később bemutatott Taxisofőr című Robert De Niro főszereplésével készült díjnyertes filmjének is témája.

## Külső hivatkozások
- Petrocelli az Internet Movie Database oldalon (angolul)
- Petrocelli a PORT.hu-n (magyarul)
- Petrocelli itthon volt igazán sztár Origo, 2008. április 29.
- Lelőtte feleségét a Petrocelli szereplője nlcafe.hu, 2013. február 20.
- Valódi gyilkosságnak köszönheti születését Petrocelli, a magyarok kedvenc ügyvédje 24.hu, 2023. június 4.